# Molophilus kutha
Molophilus kutha là một loài ruồi trong họ Limoniidae. Chúng phân bố ở miền Australasia.